# Lhuntshi
Lhuntshi (sau Lhuntshe) este un oraș  în  partea de nord-est a Bhutanului. Este reședința districtului Lhuntshi. Aici se află mănăstirea budistă omonimă, construită în stilul dzong.